# 聖女戰旗
《聖女戰旗》是中國大陸遊戲開發商蒼火遊戲小組製作的一款戰略角色扮演遊戲，由中電博亞於2019年5月28日發行。2020年2月14日支持英文版。2020年8月12日遊戲登錄任天堂Switch和PlayStation 4，同年10月21日遊戲在Xbox One平台推出。2019年8月28日免費公佈追加下載内容「伊萊莎小姐的筆記」，新增五個關卡，2020年2月15日公佈付費追加下載内容「云自海上来」，新增角色「沐芝雲」和四個關卡。

## 故事簡介
故事背景是一場架空的法國大革命，遊戲和歷史的分歧點為1791年路易十六的出逃事件，和原歷史不同，米拉波說服瑪麗皇后，讓她勸說路易十六返回巴黎。之後瑪麗皇后推動軍事改革，容許女性參軍，並從中挑選擁有「聖女」力量的女性，希望透過「聖女」的力量取得法國對反法同盟戰爭的勝利。拿破崙·波拿巴的妹妹波利娜·波拿巴受益於軍事改革，成為軍官並擁有「聖女」的力量。波利娜在土倫之戰中嶄露頭角，獲得「土倫的聖女」稱號。波利娜之後前往巴黎並加入約瑟芬的瑪律梅松，並以此為據點在巴黎社交區活躍。期間獲得瑪麗皇后的器重，在軍旅冒險中獲得聖女貞德過去的戰旗，這戰旗也成為波利娜部隊的象徵。
在波利娜前往意大利戰場時，一場針對王室的陰謀在巴黎展開，路易十六被送上斷頭台，瑪麗皇后和特雷兹公主失蹤。波利娜在歸國期間遇到特雷兹公主，得知巴黎的事情，保皇黨和英國、奧地利聯合與雅各賓派爆發内戰。波利娜返回巴黎，選擇支持雅各賓派並努力與國内叛軍和外國聯軍作戰。在巴黎空虛時，擁有「聖女」力量的瑪麗皇后利用自己的能力，控制城内拉法耶特為首率領的軍隊，奪回巴黎。波利娜乘夜色經巴黎下水道重回市中心，突襲王宮擊敗變得瘋狂的瑪麗皇后。隨即和哥哥拿破崙會師，對抗進軍巴黎的英奧聯軍。

## 遊戲模式
玩家控制波利娜·波拿巴在戰場和巴黎社交中流轉，戰場上采用回合制策略遊戲模式，玩家操作波利娜麾下的部隊和敵人部隊作戰，部隊類型分為線列兵、輕步兵、驃騎兵、重騎兵、炮兵和軍樂兵六類，其中四類兵種之間互相剋制，輕步兵剋線列兵，線列兵剋重騎兵，重騎兵剋驃騎兵，驃騎兵剋輕步兵。炮兵和軍樂兵是不能進行近戰的兵種，炮兵攻擊範圍為所有兵種之中最高，軍樂兵可以為部隊鼓舞士氣，恢復生命值與增加益性狀態。角色等級最高為30，角色透過使用技能和攻擊、消滅敵人獲得經驗值，達成一定等級後能通過授勛進階兵種。玩家無法直接招募角色，只能隨著劇情推進獲得新角色，部分角色需要達成一定條件才能獲得。角色擁有自己的部隊，可以選擇部隊的晉升方向，但是無法更換兵種。角色除了基礎數值，裝備和角色技能也會影響其能力值。角色隨著等級提升會領悟一些技能，如兵種專屬技能，而角色大部分技能可以在遊戲中的軍校學習，部分角色擁有唯一的特殊技能。
戰場模式下，戰場上有平地、草叢、泥地等地形影響部隊的戰鬥力和移動範圍，也有增加特定兵種能力的碉堡，如狙擊點增加進駐的線列兵或輕步兵的攻擊範圍和命中率。戰場有天氣系統，有雨、雪、霧等等天氣，隨著戰鬥進行而改變天氣，天氣同樣會影響部隊的戰鬥力。部分戰場中隱藏一些探索元素，玩家在探索特定位置時可以獲得一些物品道具。每場戰鬥都有勝利目標，玩家需要達成目標以通過關卡，部分戰鬥關卡有「挑戰目標」，完成後能獲得額外的獎勵或者物品道具。玩家部隊在戰鬥中戰敗並不會陣亡，而是撤退到後方，玩家只能在戰鬥開始前佈置和選擇出戰部隊，戰鬥期間無法更換、新增或者撤離部隊。部隊的裝備每場戰鬥有使用次數，一旦用光使用次數，該部隊將無法進行攻擊或者還擊，而靠近部隊可以交換裝備，讓部隊重獲戰力，每場戰鬥結束後武器會自動補充。部隊對決時，攻擊一方速度更快時，可以觸發二次攻擊，玩家部隊在士氣高昂下，可以使用「英勇攻擊」，對敵人造成更大傷害。如果攻擊方攻擊時若處於防禦方攻擊範圍内，防禦方會自動還擊。每支部隊每回合只能移動一次，後期配合某些技能能讓同一支部隊在一回合中移動兩次甚至以上。
巴黎社交模式下，玩家以約瑟芬的瑪律梅松為據點，與巴黎的四股勢力交流，分別是王室派、斐揚派、雅各賓派和巴黎市民。派系好感度最高四級，玩家在戰場中獲得金錢，使用金錢可以從王室、雅各賓派和巴黎市民購買物資，斐揚派掌控軍校，可以學習技能。隨著玩家在遊戲中的選擇，會影響和派系間的好感度，和派系交好可以購買新道具和學習新技能，好感度滿了之後有一定的戰場益性狀態。瑪律梅松派系設有知名度，最高四級，隨著知名度增加，可以解鎖某些支線劇情，並開啟兵種晉升劇情。
遊戲難度有三個模式，軍官模式、將軍模式和劇情模式，劇情模式為後續更新增加，在戰前可以給予玩家部隊增加益性狀態。

## 登場角色

### 主要角色
波利娜·波拿巴（法語：Pauline Bonaparte，聲：雲鶴追）
玩家控制角色，拿破崙·波拿巴的妹妹，科西嘉出身。受益於瑪麗皇后的軍事改革，入讀軍校成為軍人，擁有聖女能力「鼓舞」。跟隨哥哥的脚步，在土倫港之役中嶄露頭角，被稱為「土倫的聖女」，之後在各戰場上活躍。
拿破崙·波拿巴（法語：Napoléon Bonaparte，聲：森中人）
科西嘉出身的年輕軍官，雅各賓俱樂部成員。在土倫港之役中揚名，擔任土倫一地軍官數年，之後先後任法國意大利方面軍總司令和法國埃及方面軍司令。是約瑟芬的熱切追求者。
約瑟芬·德博阿爾內（法語：Joséphine de Beauharnais，聲：一口井）
瑪律梅松沙龍的創立者。丈夫在革命時期被雅各賓派處死，成為寡婦，後來被拿破崙追求。波利娜前往巴黎時給她提供住所，並借助波利娜推廣瑪律梅松沙龍。

### 其他角色

#### 法國

##### 王室
路易十六（法語：Louis XVI，聲：青琳昊）
在出逃事件後，很少在巴黎中活動。其實在出逃事件後變相被米拉波和拉法耶特軟禁，原來詆毀革命派的文件掌握在米拉波手中。米拉波死後，有陰謀家利用這些文件，送他上斷頭台。
瑪麗·安托瓦內特（法語：Marie Antoinette，聲：染音若蔡）
法國皇后，擁有蠱人心的聖女能力。王室中堅定的改革者，推動了軍事改革，容許女性參軍，並積極培養波利娜為首的新晉軍官。在巴黎的威望比丈夫路易十六還高，也因此遭到污衊欺詐鑽石項鍊的誹謗。是法蘭西的寶物藍寶石的持有人，藍寶石能增强她聖女的能力。
瑪麗·特雷兹（法語：Marie-Thérèse-Charlotte，聲：小N）
不諳世事的法蘭西公主，沉迷騎士小說。在巴黎動蕩時逃出巴黎，被波利娜隱藏於軍中。

##### 貴族軍官
拉法耶特（法語：Marquis de La Fayette，聲：DK）
從美洲戰場歸來的知名將領，推動法國建立君主立憲。是國民自衛軍的總司令。
羅絲·德博蒙特（法語：Rose de Beaumont，聲：朱婧）
世代忠於皇室的女性貴族軍官，戰功卓越。被小人陷害後，失去了很多忠誠的部下，並加入了保王黨之中，後來在波利娜的勸說下，加入波利娜一側。聖女技能為「地形掌握」。
路易·德賽（法語：Louis Desaix，聲：秦且歌）
貴族出身的軍官。拿破崙的舊戰友，在革命派和王室派都聲名極佳。在故事中期為了掩護波利娜突圍而受了重傷。
歐斯卡·德羅森博（法語：Oscar de Rochambeau，聲：張惡霸）
女性貴族軍官，父親曾投票支持第三等級，背離王室被栽贓入獄。原為王家騎士團成員，現在為國民自衛軍。
拉菲·皮查德（法語：Lafite Pichard，聲：三木）
經營酒莊的地方貴族，後來家族產業被革命充公。入伍前學習法律，希望退伍後做律師。富有正義感而加入軍隊。

##### 軍官
讓·拉納（法語：Jean Lannes，聲：默伶）
革命後入伍的新生代軍官的代表。最早加入波利娜麾下的軍官，對於軍團補給不足感到不滿，不過並沒有將情緒帶到戰場上。
波萊特·梅麗可（法語：Paulette Méric，聲：萬純）
女酒鬼炮兵軍官，商人出身，讓·拉納的舊識。名字來源於讓·拉納的第一任妻子。
若阿尚·繆拉（法語：Joachim Murat，聲：冷泉夜月）
騎兵軍官，衣著十分華麗，衝鋒必定爭先的英勇將領，為人口直心快。
珂賽特（法語：Cosette，聲：張惡霸）
原為修道院的孤兒，在偶然之下進入軍校，和波利娜同級。能與動物交流，聖女技能為「鳥瞰」。
歐珍妮·卡隆（法語：Eugénie Caron，聲：貔貅肛）
博马舍之女，擁有音樂方面的天賦，聖女技能為「天籟之音」。在軍校和波利娜同級，做事沒什麼幹勁。
愛梅·勒克雷爾（聲：巫曇）
查理斯·勒克雷爾的妹妹。大嗓門的軍樂兵。
妮可萊特·烏迪諾（聲：萬純）
原為拿破崙麾下的女性軍官，在戰場上被拿破崙所救，之後因為其出色的戰術思維留在軍中，十分仰慕拿破崙。
朱麗·勒布倫（聲：馬芳）
出身繪畫世家。聖女技能為「預言畫」，能預言未來，並將看到的未來畫成畫。米拉波根據她的預言畫，阻止了路易十六的出逃。其後入讀軍校，是成績優異的軍官。
庫辛·杜特爾（聲：大鯤）
羅絲將軍麾下的忠實部下之一。自視過高的軍官，人緣很差。
夏洛特·高乃依（聲：浮由）
女性軍官，在軍校時為波利娜前輩。畢業後變得冷峻，在拉法耶特麾下服役。
查理斯·勒克雷爾（聲：邵彤）
拿破崙麾下的軍官，為人熱情親切。在土倫戰場上保護了波利娜而受到重傷，最後在巴黎地下水道中與波利娜軍隊重逢並加入其中。原歷史上波利娜第一任丈夫。
于貝爾·蒙代戈（法語：Hubert Mondego，聲：森中人）
革命前是在巴黎謀生的蹩脚畫家，在加入軍隊後審時度勢，屢次站隊成功而平步青雲。

##### 其他
迪昂·德博蒙特（法語：D'Éon de Beaumont，聲：巫蠱悠悠）
年輕時是知名外交官，劍術高手和間諜，曾男扮女裝在外國從事外交活動。在博马舍的幫助下秘密回國，在軍校中教授劍術。
阿德萊德·德布羅伊（法語：Adélaïde de Broglie，聲：傷洛）
前王室機密組織成員，迪昂的前同事。過去在組織作為領導人培養，一直想復興機密組織。
米拉波（法語：Comte de Mirabeau，聲：芥末）
巴黎政治家，憑藉朱麗的預言畫改變了原來王室的命運，向皇后推薦借助「聖女」的力量解決目前困局。知道波利娜在預言中有著重要位置，一直對波利娜很熱心。
羅伯斯比爾（法語：Robespierre，聲：王聰）
雅各賓派的領導人，公平正直的形象在民眾中聲望很高。
洛兒（聲：葉知秋）
出身法國邊境農村的少女，後來離開了故鄉到了巴黎。獲得了拉瓦錫的賞識成為他的弟子，在巴黎經營店鋪，後來跟隨波利娜成為隨軍商人，聖女技能為「槍械整備」。
安朵涅特·德賽（法語：Antoinette Desaix，聲：錢琛）
路易·德賽的姊姊，擁有聖女的能力。不想過分參合法國的戰爭，過著半隱居的生活。在劇情分支中弟弟不幸傷重不治，意識到自己在大洪流中無法獨善其身，而選擇加入波利娜的軍隊。

#### 雇傭兵
菲力浦·維爾德（聲：HTTokumo）
巴伐利亞出身，為了尋找妹妹，成為雇傭兵。早期被敵軍雇傭，在發現妹妹在波利娜麾下後，馬上投身波利娜。
歐內斯婷·維爾德（聲：蟲蟲）
巴伐利亞出身的雇傭兵，由於法語不甚熟練，所以不太說話。菲力浦·維爾德的妹妹。
沐芝雲（聲：範馨源）
DLC角色。來自東方的女海盜，自稱是海盜頭目鄭一嫂的手下。前往西方尋找寶藏期間救下了波利娜，之後以雇傭兵身份加入波利娜麾下。

#### 反法同盟
尼維奈爾（法語：Nivernais，聲：Asdv）
男裝麗人，迪昂的一個外交官舊友的孩子。因為得知有人在巴黎展開某些計畫，而從國外趕回巴黎。實際上自身才是謀劃顛覆法蘭西的人。聖女技能為「真實的謊言」。
安妮·韋斯林（英語：Anne Wellesley, Countess of Mornington，聲：柳知蕭）
在英軍中有特殊地位的愛爾蘭女性，發掘了很多優秀的軍官，聖女技能為「領軍」。
布麗奇特（英語：Bridget，聲：染音若蔡）
英軍女軍官，由安妮提拔的神槍手，聖女技能為「鷹眼」。
雷奧諾拉·普羅哈斯卡（聲：花玲）
普魯士的女騎兵，傳言和她作戰的軍隊會被厄運糾纏，在軍營中很少人原因接近她。聖女技能為「厄運」。

## 開發
《聖女戰旗》是蒼火遊戲的第一個作品，製作人阿波是因為喜歡戰略角色扮演遊戲，所以選擇製作這種類型的遊戲。遊戲的開發受到《火焰之紋章系列》《皇家騎士團系列》和《夢幻模擬戰系列》等戰略角色扮演遊戲啟發和影響。遊戲立項之初，是打算製作一個以第一次世界大戰為背景的戰略角色扮演遊戲，因為製作組想做一款有著華麗制服的遊戲，一戰的壕溝戰士兵灰頭土臉並不能實現這個目的，所以選擇了帶有浪漫色彩和軍隊使用鮮明帥氣制服的法國大革命時期。蒼火遊戲為此有對那段歷史進行考證，盡量還原十八世紀的法國。遊戲的原畫和角色由蔣捷（九酱子）負責，最初蒼火遊戲對邀請九酱子並不抱有希望。九酱子在看了《聖女戰旗》的專案後立刻表示願意為遊戲創作立繪。
蒼火遊戲在遊戲發行後的采訪中透露由於經費、人手和工期問題，構想中的高低差、地形設計和部分兵種進階分支做了縮減，原來基本完成的内置卡牌對戰遊戲也取消了。對於為何在遊戲的戰場模式中沒有地形高低差和角色朝向控制的要素，蒼火遊戲表示到遊戲中角色已經有多樣數值影響戰鬥參數，加上地形、天氣、兵種克制等效果，再加入高低差會分擔其他因素的比重，使養成要素作用變小。另外，遊戲的時代背景，戰場地圖并不會出現特別劇烈的高度變化，加上地形高低差對關卡設計有限制，不好製作出符合背景風格的地圖。角色朝向控制在回合制下較難發揮作用，容易出現過大優勢或難以利用的情況，所以蒼火遊戲最終將單位朝向局限在玩家選擇攻擊的時段，作為少數兵種的特性而非通用機制。遊戲的英文海外版開發同樣由蒼火遊戲負責，蒼火遊戲在翻譯了文本之後，在熱心玩家的幫助和反饋下修改翻譯文本。遊戲原定計畫支持日文，也有製作日本的宣傳預告片，後來因為資金困難，日文版的開發中止。

## 宣傳及發行
蒼火遊戲小組在2017年7月開設遊戲官方微博披露《聖女戰旗》的製作信息，2018年1月20日，《聖女戰旗》在發行商中電博亞舉辦的「杉果π硬核玩家狂欢派对」中首次公開展示，活動亦披露出《聖女戰旗》是杉果游戏“跃计划”游戏扶持项目孵化的首款独立作品，並計畫登錄杉果游戏、Steam、PS4、Switch等平台。遊戲原定2018年發售，最後延期一年。2019年4月25日，遊戲開始在杉果游戏預售，4月18日到25日期間在杉果游戏指定頁面連續簽到，可以獲得遊戲的優惠券。5月28日遊戲發售僅支持簡體中文版，PC Gamer的編輯表示法國的戰略遊戲迷也對《聖女戰旗》有興趣，希望法國的育碧能幫忙製作海外版。
2019年8月28日免費公佈追加下載内容（DLC）「伊萊莎小姐的筆記」，内容為巴黎騷亂之後，記者伊萊莎采訪波利娜軍隊關於過去的戰事，新增五個關卡。2020年2月14日遊戲新版本支持英文，同時增加劇情模式。2月15日公佈付費DLC「云自海上来」，新增新角色「沐芝雲」，在第三章之後在瑪律梅松完成「云自海上来」支線就會加入玩家一方，支線新增四個關卡。
2020年7月《聖女戰旗》在任天堂eShop開設頁面，17日中電博亞在YouTube頻道公佈實機遊玩影片。7月31日遊戲在任天堂eShop的香港、北美、歐洲地區開始預售。8月12日遊戲正式在任天堂Switch和PlayStation 4平台發售，任天堂Switch香港區首日下載銷量第一。8月19日因為北美和歐洲地區的臨時遊戲年齡分級調整，《聖女戰旗》暫時性在任天堂eShop的北美和歐洲地區下架，計畫的遊戲更新和DCL也相繼延後。9月15日任天堂Switch和PlayStation 4平台更新付費DLC「云自海上来」，10月10日更新免費DLC「伊萊莎小姐的筆記」。
2020年10月21日遊戲在Xbox One平台推出，兩個DLC同步上架。
遊戲的原聲帶《聖女戰旗遊戲原聲帶》於2020年9月21日由Vanguard Sound Studio在QQ音乐、Apple Music、Spotify、Amazon、Google Play等平台發佈，收錄14首歌曲。

## 評價
《聖女戰旗》入圍2018年中国独立游戏大赛最佳美术。2019年杉果年度游戏评选中獲得最佳独立游戏奖。2019年5月28日遊戲發售首日，《聖女戰旗》成為Steam中國區熱銷商品第二名，並在Steam上獲得極度好評，截止2021年3月8日，作品在Steam獲得3747個評論，其中89%為好評。遊戲在媒體中得到評價為合格到良好，電腦版在Metacritic匯總評分為69分，任天堂Switch版為70分。
遊戲的美術和角色設計得到正面的評價，媒體普遍認為立繪精美，並稱讚負責角色設計的九酱子。RPGFan的編輯德斯·米勒特別提到角色的服飾設計很好地反應了法國大革命時期的法國軍裝和時尚。MeriStation編輯阿祖納·魯伊斯稱讚遊戲使用了好幾種美術風格，而且結合了很好。除了立繪，遊戲時光評論員游戏修理匠還指出角色在戰場上的像素畫形象也有很多細節。
劇情和故事背景方面評價各異，Digitally Downloaded的編輯很欣賞製作組是發掘那段歷史的女性角色，並讓她們在戰場和故事上擔任重要的角色，這也出乎他的意料，起初他還以為遊戲是性轉歷史上的男性角色。對法國大革命有興趣的德斯·米勒給與劇情好評，遊戲劇情很好地糅合了歷史相關事件。游民星空的評論員金闪闪老里則批評「在剧情上游戏没有太大亮点，我们看不到波澜起伏的情节或是扣人心弦的转折，很多穿插在漫长战斗关卡中间的情节过于短暂，这导致了游戏的叙事节奏显得有些破碎」。
遊戲的音樂獲得部分評論員的認同，德斯·米勒表示遊戲音樂和作品主題契合，帶有明顯的古典樂風格，其中遊戲開始畫面的主題曲給他很深的印象，歌曲象征著一件宏大事件的展開，讓人充滿自信內心澎湃。
不少媒體在評價戰鬥系統方面時，將遊戲與《火焰之紋章》等經典戰略角色扮演遊戲作對比，法國媒體Jeuxvideo的編輯TheXsable認為遊戲很明顯是受到了《火焰之紋章》的啟發，玩家會有很經典的遊戲體驗，但是遊戲并沒有足夠亮眼的創新，難以滿足新一代戰略角色扮演遊戲玩家的追求。評論員欧阳花花在網易愛玩摘文評價遊戲「因为过于执着于古典，使得它新意寥寥，除开天气昼夜这样的要素，它骨子里依然只是个架构极其质朴的古典派战棋」。游戏修理匠則批評遊戲缺乏《火焰之紋章》的一些隨機要素，缺乏了刺激。林卓恆在《香港01》發文表示遊戲的「整體手感」和《火焰之紋章》還有一定距離。
非中文評論家和德斯·米勒有特別指出遊戲英文版翻譯很不自然且粗糙，甚至連角色的名字也有翻譯錯誤的問題。

## 備注
1. ↑  遊戲早期為15級可以進行授勛，後期為19級

## 外部連結
- 官方网站 （简体中文）
- 苍火游戏小组的新浪微博（简体中文）